# 凯旋门 (平壤市)

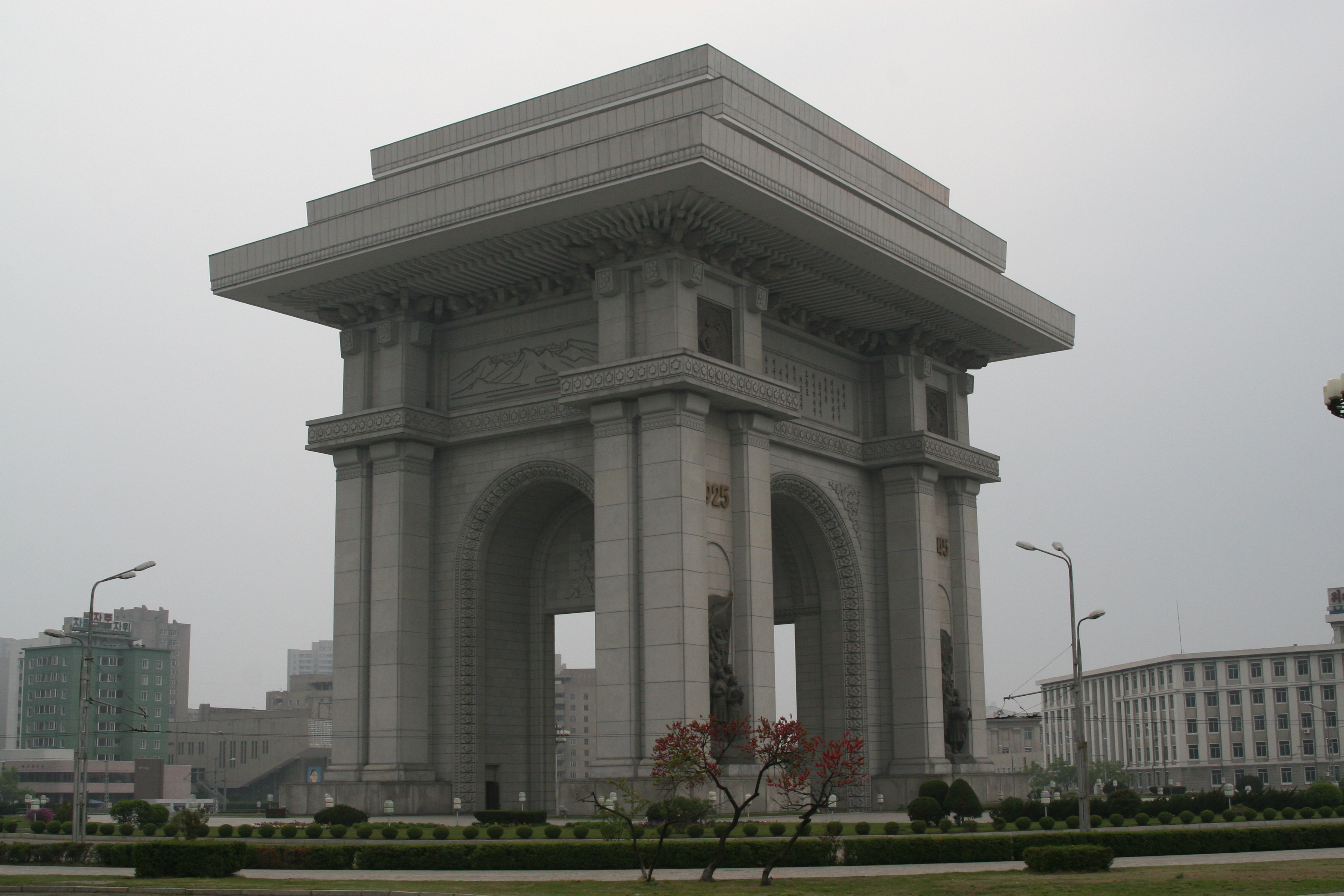
平壤凯旋门

平壤凱旋門（朝鲜语：／）位於朝鮮民主主義人民共和國首都平壤市之牡丹峰區的牡丹峰大街及凱旋大街的交界處，地處牡丹峰的西麓，鄰近金日成競技場及凱旋青年公園。

## 歷史

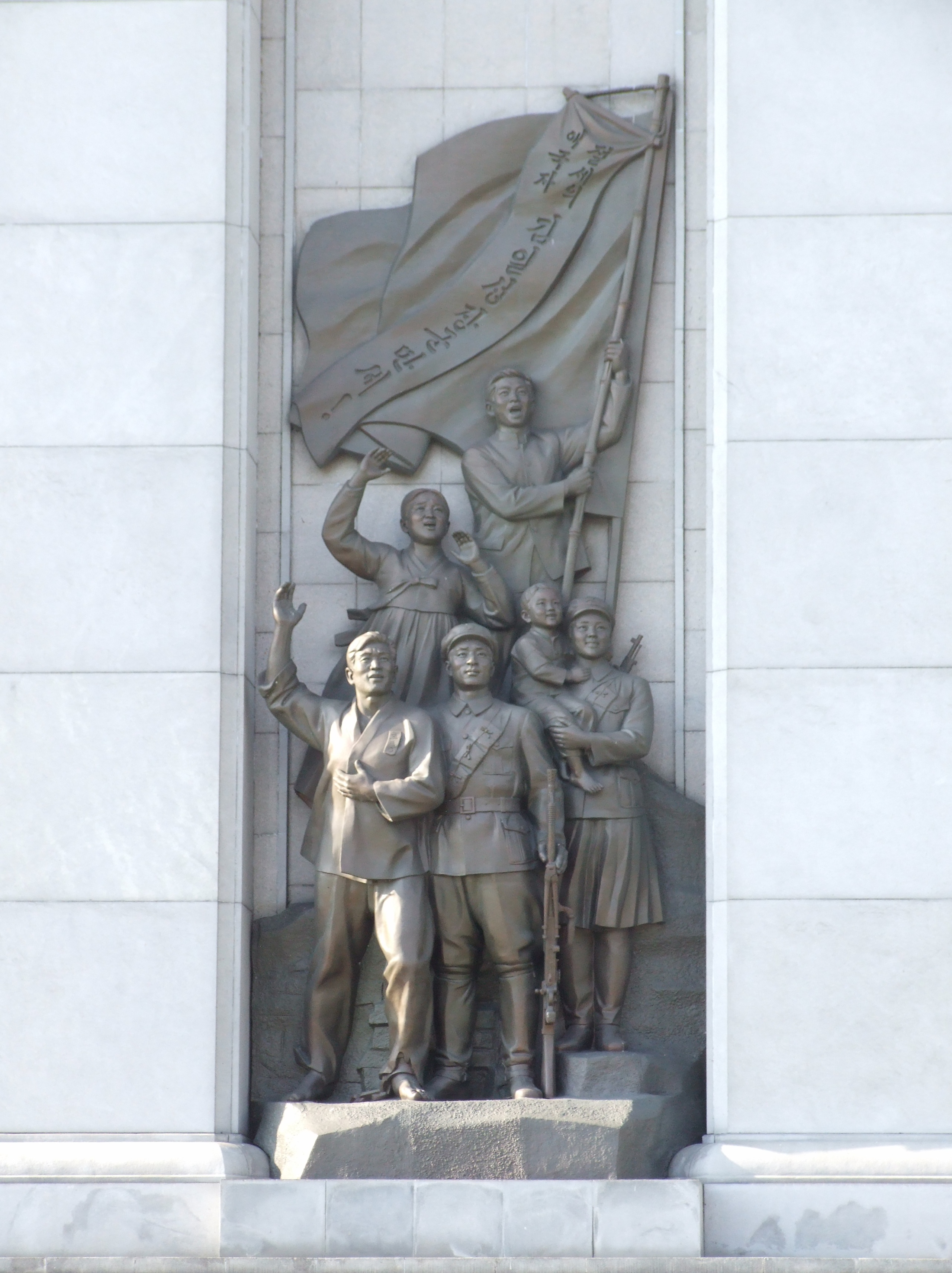
位於凯旋门北側門柱「1925」下的浮雕，浮雕旗幟上寫有「絕世的愛國者金日成將軍萬歲！」字樣

凱旋門於1982年4月15日全部完工，為了慶祝朝鮮的最高领袖金日成70大壽和兩次戰勝入侵朝鮮的日本及美國入侵者，使朝鮮獲得獨立及建立社會主義制度的国家

## 建築
朝鲜凱旋門的規模居世界諸凱旋門之冠，總共動用了10,500多塊花崗石建造，高60公尺，寬52.5公尺，拱形門洞高27公尺，寬18.6公尺。亦是世界第二高的凱旋建築，僅次墨西哥高67公尺的革命纪念塔。
其四根花崗石枝柱上，刻有金日成投身抗日戰爭的公元1925年及胜利歸國的1945年，凱旋門表面有浮雕設計。
它的東面和西面的牆面有長白山的浮雕；南面及北面的牆面則被雕刻有朝鮮歌曲：「金日成將軍之歌」的歌詞。

## 外部連結
- Satellite image from Google Maps（页面存档备份，存于）
- Triumph Arch Picture, Pyongyang（页面存档备份，存于）

39°2′40″N 125°45′10″E / 39.04444°N 125.75278°E